# Germantown Academy

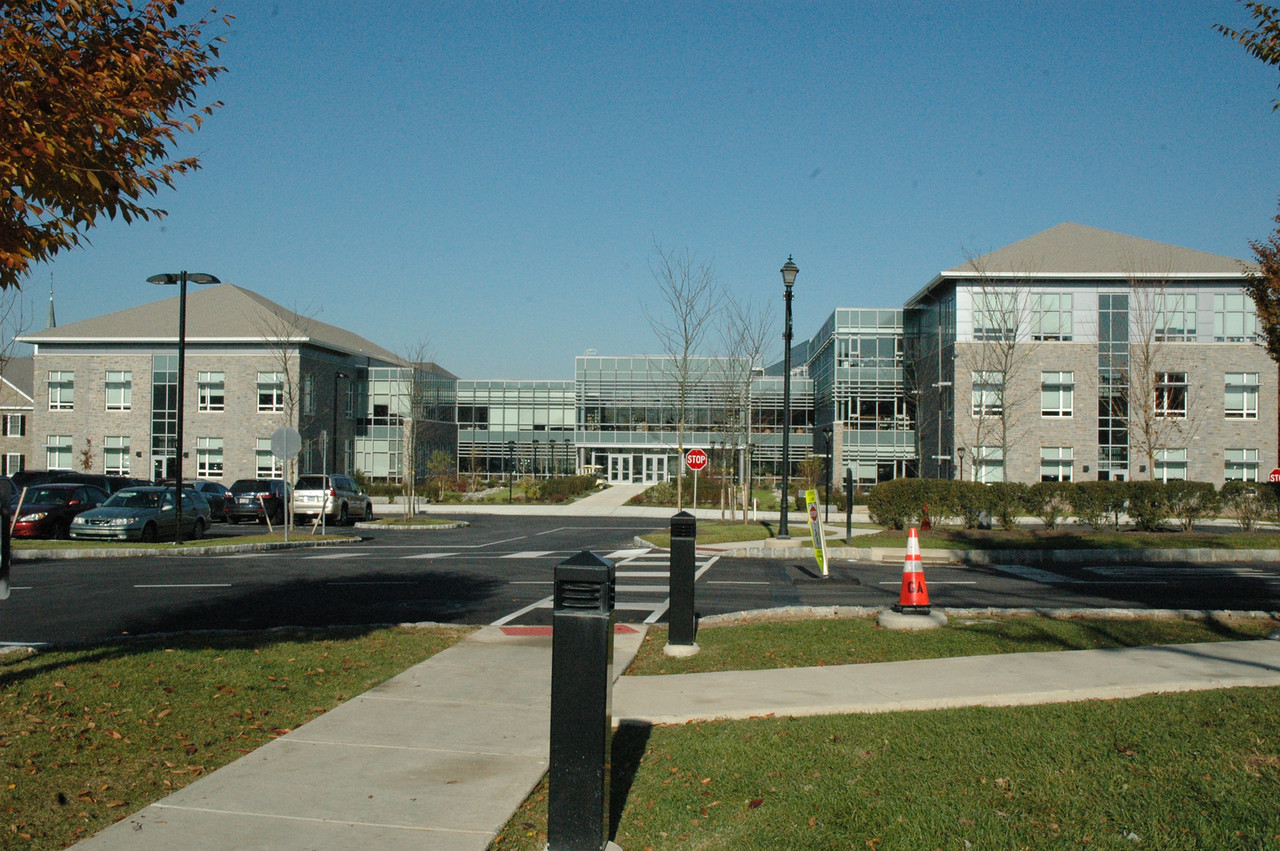
Neue Upper School

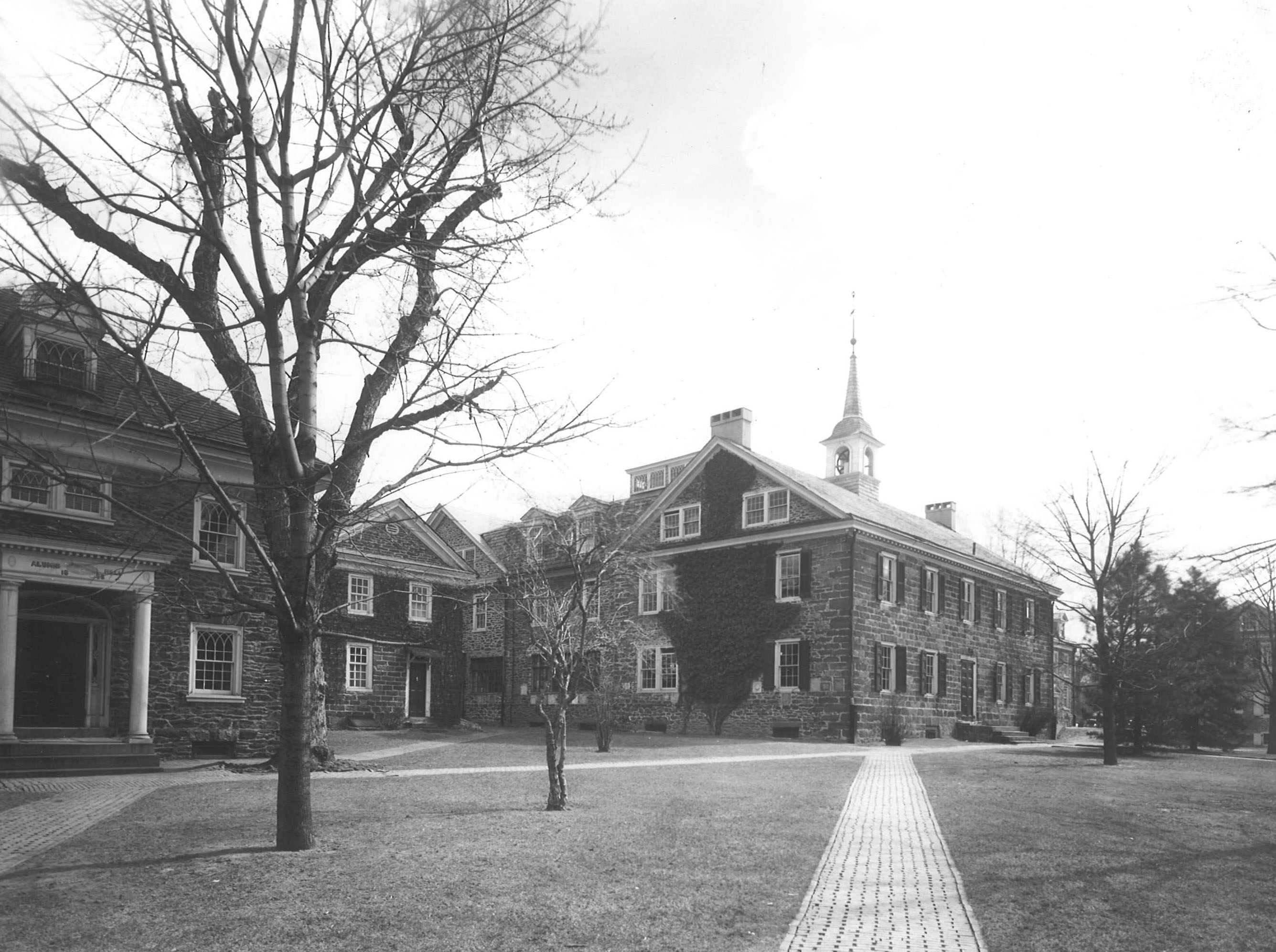
Germantown School (1954)

Germantown Academy, GA oder Union School, in Philadelphia ist die älteste Tagesschule (ohne Internat) der USA. Sie wurde am 6. Dezember 1759 durch eine Gruppe von Bürgern der Germantown gegründet. Sie ist heute eine Schule von der Vorschule bis zur 12. Klasse in der Suburb Fort Washington. Bis 1965 stand sie im historischen Germantown Campus.
Wegen der deutschen Herkunft vieler Eltern wurde die Schule lange Zeit mit einer englischen und deutschen Abteilung  eingerichtet. Die ersten Leitungen hatten David James Dove und Hilarius Becker aus Bernheim. 1777 fand die Schlacht von Germantown unmittelbar bei der Schule statt. George Washington schickte seinen Adoptivenkel George auf die Academy während der Gelbfieberepidemie 1793. Ein wichtiger Reformer der Schule war Dr. William Kershaw nach dem Bürgerkrieg bis 1915.
Bradley Cooper, Martin „Cruz“ (William) Smith, Witmer Stone und Owen J. Roberts waren Alumni.